# Aleksandăr Krajčev
Aleksandăr Krajčev (in bulgaro Александър Крайчев?; 28 ottobre 1951) è un ex sollevatore bulgaro medagliato olimpico e mondiale che ha gareggiato nella categoria dei pesi massimi (fino a 110 kg.).

## Carriera
Atleta promettente già a livello giovanile, diventando campione mondiale juniores, Krajčev ottenne il primo risultato importante tra i senior in occasione dei Campionati europei di Szombathely 1970, quando vinse la medaglia d'argento con 525 kg. nel totale di tre prove, dietro al sovietico Jaan Talts (562,5 kg.) e davanti all'ungherese János Hanzlik (517,5 kg.). Nello stesso anno Krajčev si ripeté ai Campionati mondiali di Columbus, vincendo un'altra medaglia d'argento con 535 kg. nel totale, nuovamente alle spalle di Jaan Talts (565 kg.).
L'anno seguente Krajčev fu di nuovo medaglia d'argento ai Campionati europei di Sofia con 557,5 kg. nel totale, battuto dall'altro sovietico Valerij Jakubovskij (560 kg.) e tenendo a distanza un altro sovietico, Karl Utsar, il quale realizzò un totale di 545 kg. Qualche mese più tardi ottenne la medaglia di bronzo ai Campionati mondiali di Lima con 545 kg. nel totale, dietro al sovietico Jurij Kozin (552,5 kg.) ed al tedesco orientale Stefan Grützner (547,5 kg.).
Nel 1972 Krajčev partecipò alle Olimpiadi di Monaco di Baviera, dove conquistò la medaglia d'argento con 562,5 kg. nel totale, ancora una volta dietro a Jaan Talts (580 kg.) e davanti a Grützner (555 kg.). Questa competizione olimpica era valida anche come Campionato mondiale.
Tuttavia un grave infortunio pose fine alla sua breve carriera di sollevatore, costringendolo al ritiro dalle competizioni.
In seguito Krajčev emigrò negli Stati Uniti d'America, dove, dopo alterne vicende, riuscì a diventare un imprenditore con diversi interessi in varie attività economiche.